# Johan V van Nassau-Siegen
Johan V van Nassau-Siegen (Breda, 9 november 1455 – Slot Dillenburg, 30 juli 1516), Duits: Johann V. Graf von Nassau-Siegen (officiële titels: Johann V. Graf zu Nassau, Vianden und Diez, Herr zu Breda), was graaf van Nassau-Siegen (een deel van het graafschap Nassau) en half Diez. Hij was korte tijd stadhouder van Gelre en Zutphen. Tijdens zijn regering begon de Katzenelnbogische Erbfolgestreit met de landgraven van Hessen, die pas 41 jaar na zijn overlijden werd beëindigd. Hij stamt uit de Ottoonse Linie van het Huis Nassau.

## Biografie

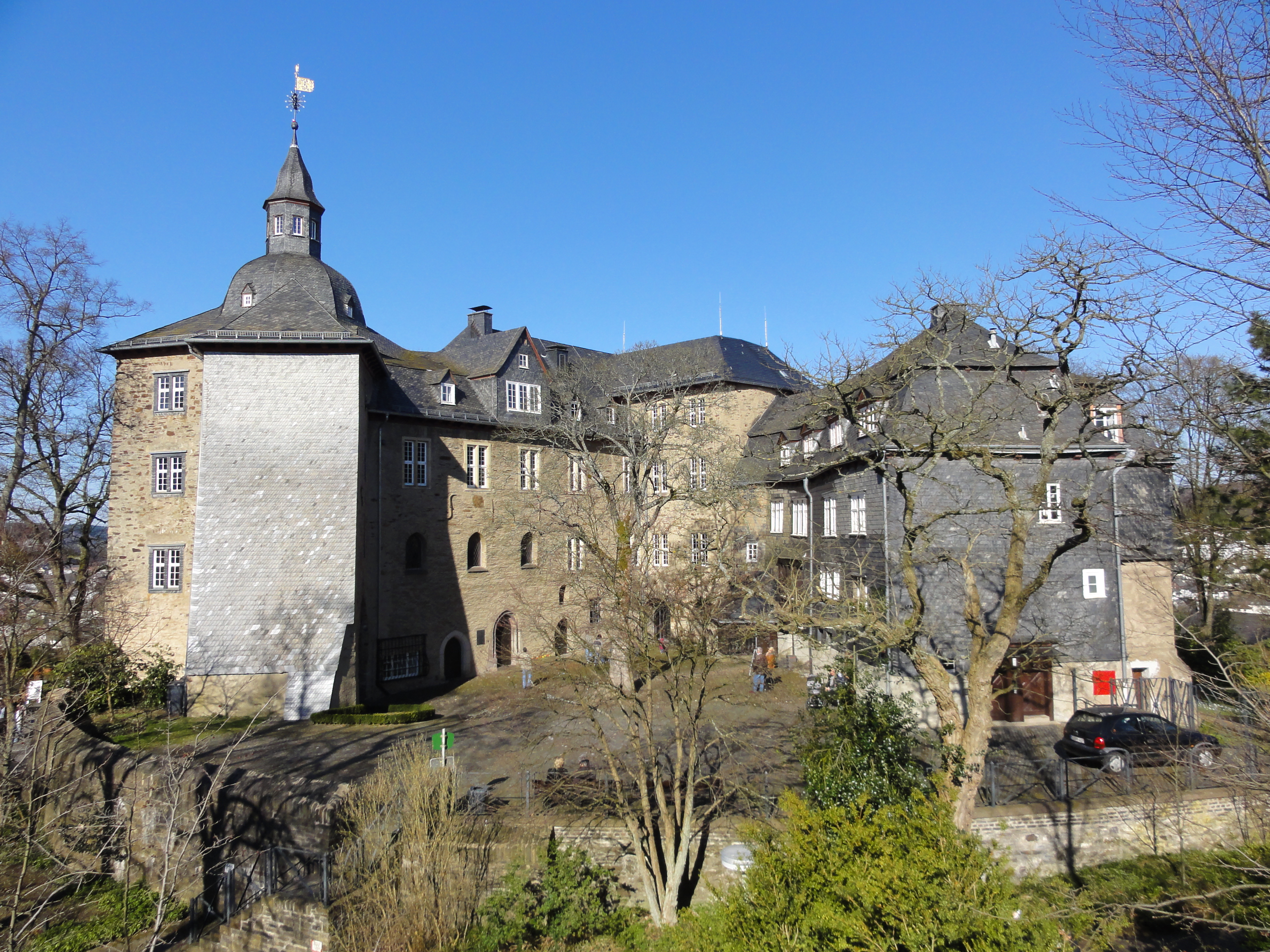
Slot Siegen

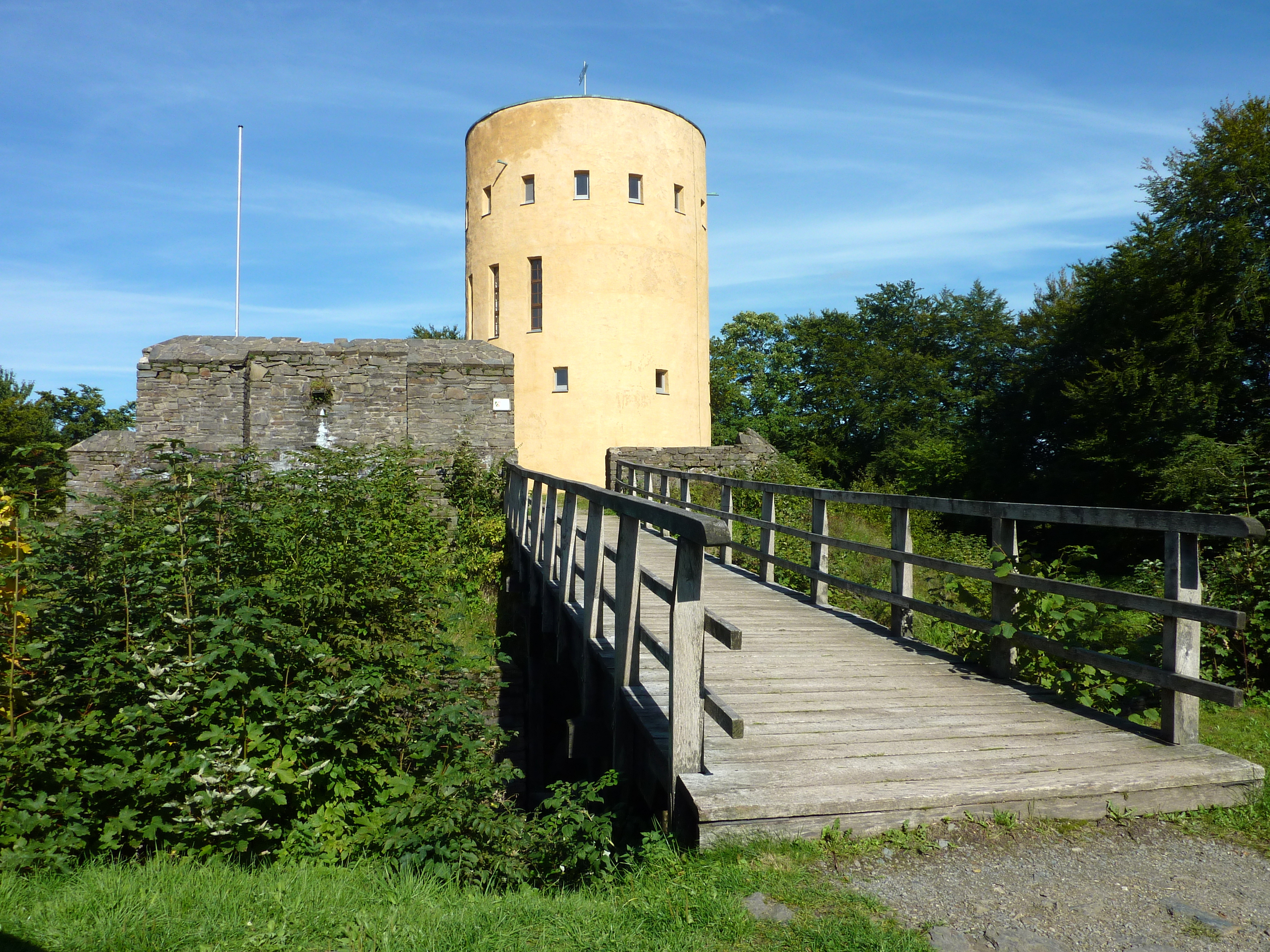
De Burcht Ginsburg

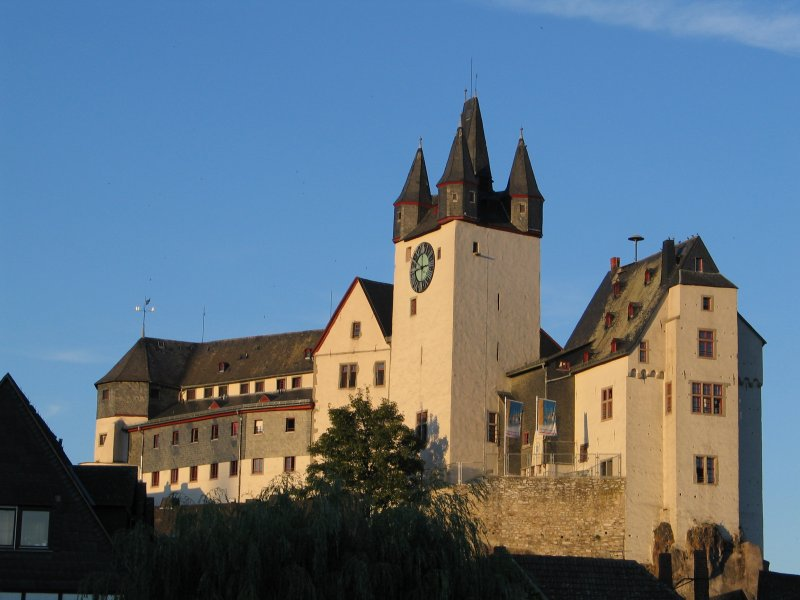
De Burcht Diez

Johan was de tweede zoon van graaf Johan IV van Nassau-Siegen en Maria van Loon-Heinsberg, dochter van heer Johan II van Loon-Heinsberg en Anna van Solms.
Op 4 mei 1472 sloten Johan IV en zijn zoons Engelbrecht en Johan een erfverdrag waarin besloten werd de bezittingen van Johan IV na diens overlijden te verdelen. Engelbrecht zou de bezittingen in de Nederlanden verkrijgen, en Johan de bezittingen rechts van de Rijn.

### Graaf van Nassau-Siegen en Diez

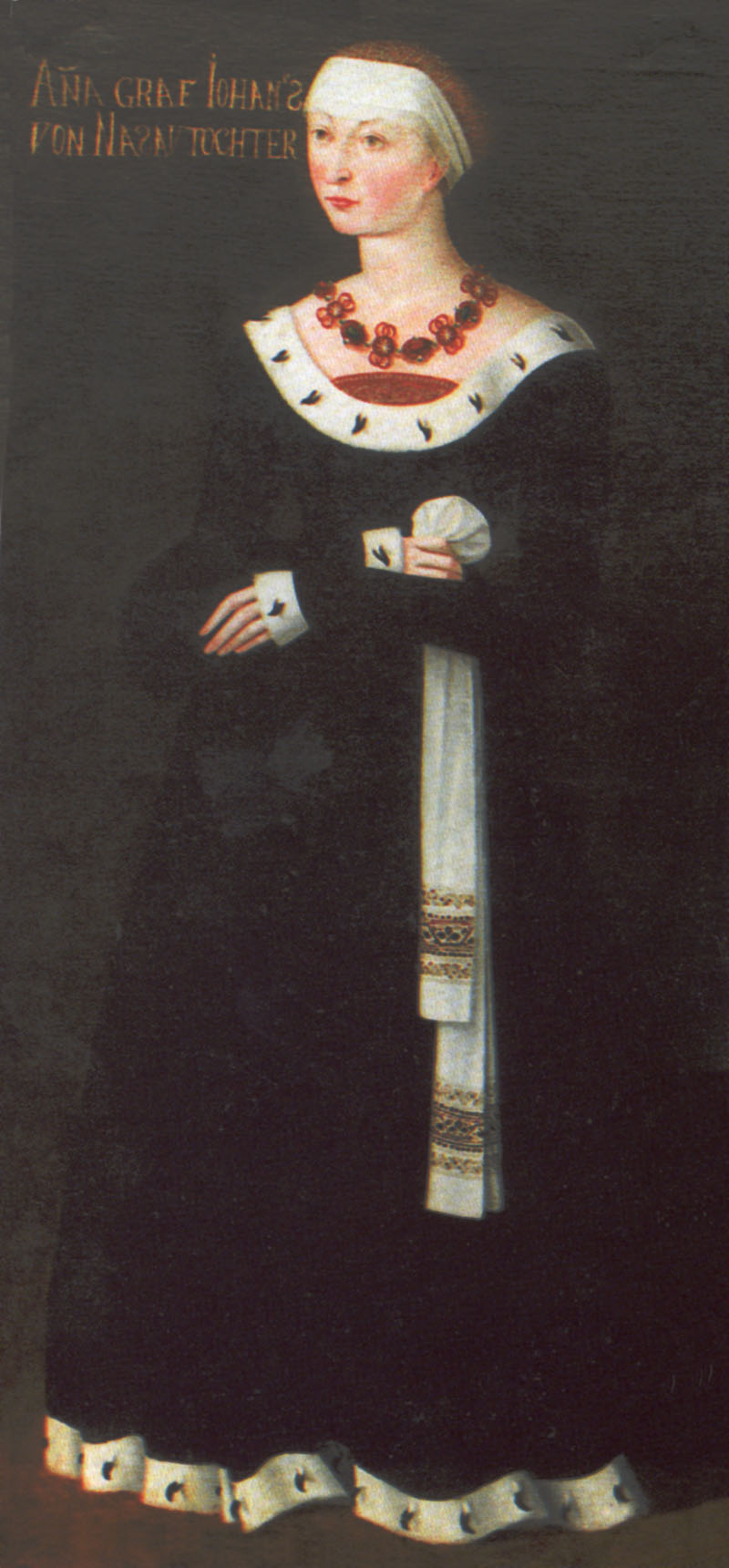
Anna van Nassau-Siegen

Johan volgde in 1475 zijn vader op overeenkomstig het erfverdrag van 4 mei 1472. Tot zijn bezittingen behoorden Siegen en Dillenburg, delen van Löhnberg, Ellar en Hadamar, de ambten Diez, Kirberg, Altweilnau, Wehrheim en Camberg, de Esterau, Nassau, de Einrich en Ems, voorts de Gulikse heerlijkheden Kerpen en Lommersum, leengoederen in Nideggen en Düren, tolrechten in Ehrenfels, Düsseldorf en Königsdorf en inkomsten in het graafschap Mark. Aan de vele gemeenschappelijke bezittingen, waar hij met de verschillende dynastieën samen bestuurde, voegde hij een nieuwe toe, namelijk die over Seel- en Burbach met de graven van Sayn. De complexe jurisdictieverhoudingen in Seel- en Burbach leidden tot veelvuldige geschillen. Het resultaat van de vele onderhandelingen hierover (1542) heeft Johan echter niet meer meegemaakt.
Voor het bestuur was het graafschap Nassau-Siegen opgedeeld in ambten. In elk ambt stelde de graaf een Amtmann aan. Deze kwamen uit de lokale adel en traden op als plaatsvervanger van de graaf. Hun stond een aantal knechten ter beschikking voor de bewaking van de openbare orde. In tijden van oorlog vormden dezen de kern van het leger.
Voor de rechtspraak had het graafschap Nassau-Siegen in de meeste ambten schouten. De oudst bewaard gebleven verordening voor de schout van het ambt Dillenburg is van 10 april 1465, die overigens slechts een deel van diens opdrachten en bevoegdheden bevat. In 1498 volgde de voor de ambten en Siegen en Dillenburg gezamenlijk geldende gerechtsverordening die het complete toenmalige recht bevatte. Deze verordening moest elk jaar voor alle onderdanen hardop voorgelezen worden. In de verordeningen uit 1465 en 1498 nemen de bepalingen over het huwelijksrecht een opvallende grote plaats in. Als beroepsinstantie werd het Landgericht zum Oberhof zu Siegen aangewezen. Tot dan toe was het Reichshofgericht in Rottweil voor hoger beroep competent geweest. In een decreet van 8 juni 1494 bevrijdde rooms-koning Maximiliaan I Johan van deze beroepsplicht naar Rottweil alsmede de ondergeschiktheid aan de Westfaalse land- en veemgerichten. Johan stelde wegens de toenemende “Rauben, Morden, Brennen und andere Gewalttätigkeiten” en om een snellere en werkzamere justitie uit te kunnen oefenen een veemgericht in op de Ginsburg. Voor de Blutgerichtsbarkeit (hoge jurisdictie) waren de Hochgerichte competent. Het ambt Ebersbach had een eigen Hochgericht auf dem Stein. Bij de executies daar hanteerde de graaf bij gelegenheid zelf het zwaard om de misdadigers te onthoofden. Maar meestal liet hij dat over aan scherprechters. Ook de overige straffen en boeten die de graaf in bijzondere gevallen, om een voorbeeld te stellen, zelf oplegde, waren bij de toenmalige geldwaarde niet gering. Ook in Hadamar richtte Johan een Oberhofgericht in.
Het financieel bestuur was verhoudingsgewijs nog eenvoudig, er bestond nog geen onderscheid tussen de staatskas en de privékas van de graaf. Alle inkomsten vloeiden in de privékas van de graaf. De graaf ontving de opbrengsten van de boerderijen in de dorpen, die door de daar in vroondienst werkzame lijfeigenen werden geleverd, in natura. Met de toename van het muntverkeer, waardoor de betalingen in natura steeds vaker vervangen werd door betalingen in geld, werd het ambt van rentmeester steeds belangrijker. Tot de vaste inkomsten van de graaf behoorden de mei- en herfstbede, die over het grondbezit geheven werd. Ook bestond de lijfbede, een hoofdelijke belasting, die geheven werd als de lijfeigene overleed en door zijn nabestaanden betaald moest worden. Deze bestond oorspronkelijk uit het beste stuk vee, maar werd later vervangen door een geldbedrag. Tot slot was er een haardbelasting die in de vastentijd betaald moest worden. Tot de onregelmatige inkomsten van de graaf behoorden allereerst de zogenaamde schattingen voor bijzondere uitgaven en noodgevallen. Verder waren er de inkomsten uit tollen, die vaak aan onderdanen verpacht werden. Dat gold ook voor visserijrechten die de graaf bezat. Ook in de steden werden belastingen geheven, over huizen, tuinen, akkers en weides. Een niet te onderschatten bron van inkomsten voor de graven van Nassau is altijd de ijzertol geweest. In een oorkonde van 1 april 1470 betreffende de bij Siegen, Netphen en Wilnsdorf te heffen in- en uitvoerrechten worden de afzonderlijke heffingen voor ruwijzer, staal, gietpannen, plaatwerk, zeisen, ketels enz. nauwkeurig vermeld. De uitgaven betroffen onder andere de reizen van de graaf en zijn familie, feestelijkheden aan het hof, de bezoldiging van beambten, hofkleding, altaarkaarsen en miswijn, maar vooral voor de werklieden en materialen voor bouwwerkzaamheden aan de verschillende kastelen.
In 1481 slaagde Johan er volledig in de nog steeds niet voltrokken regeling van de aanspraken van zijn nicht Odilia van Nassau-Siegen op het graafschap Diez af te dwingen. Dit werd bevestigd in 1510. In 1485 pleegde graaf Oswald I van Tierstein, de tweede echtgenoot van Odilia, een moordaanslag op Johan wegens ontevredenheid over de huwelijksgift en de regeling van de erfenis. De rentmeester van Siegen, Heinrich Weiß, kon de aanslag verhinderen.

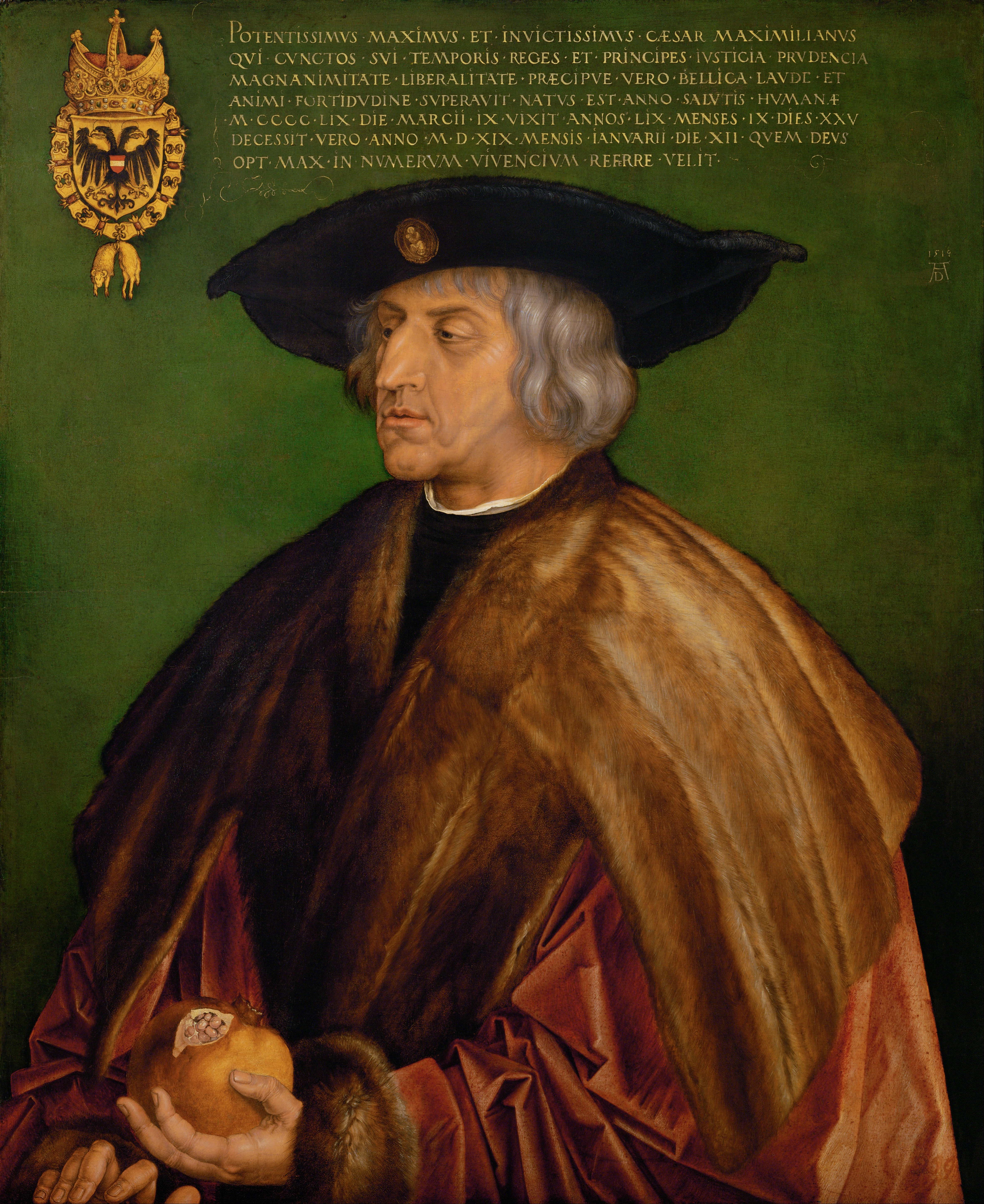
Rooms-koning Maximiliaan I

Johan hervatte in 1485 bepaalde aanspraken op het hertogdom Kleef en het graafschap Mark, waarvoor hij – in bondgenootschap met de om andere redenen daartoe geneigde rooms-koning Maximiliaan I – hertog Johan II van Kleef de oorlog verklaarde. Het kwam echter niet tot openlijke vijandelijkheden, de geschillen werden bijgelegd, niet zonder dat dit voor Johan bepaalde voordelen in klinkende munt met zich meebracht.
In de strijd met de heren von Bicken hield Johan stand, maar het leverde hem wel de vijandschap van de machtige landgraven van Hessen op. Bij verdrag van 26 mei 1486 nam Johan de heren von Bicken de Burcht Wallenfels en het Gericht Ebersbach af en liet hen alleen de Burcht Hain onder voorbehoud van de erkenning van de landsheerlijke rechten. Daarmee werd de laatste lokale adellijke familie in het graafschap onderworpen aan de graven van Nassau.
Net als Maximiliaan I, wiens verkiezing in Frankfurt en kroning in Aken in 1486 hij persoonlijk bijwoonde, was Johan een liefhebber van het middeleeuwse ridderdom. Hij nam net als Maximiliaan graag deel aan toernooien.
Bij de Slag van Béthune in 1487 werd Johans broer Engelbrecht krijgsgevangen gemaakt. Johan ijlde met ruiterij zijn broer ter hulp, maar moest Engelbrecht mit 84.000 frank losgeld vrijkopen, waarvoor de stad Siegen vrijwillig een bijdrage leverde. Engelbrecht gaf daarop Johan het graafschap Vianden met Sankt-Vith en Dasburg in pand. Zo'n “reisiges gezüge” moest Johan het jaar daarop herhalen want toen zat Engelbrecht met Maximiliaan I in Brugge gevangen.
De al tijdens het leven van zijn vader begonnen Heinsbergische Erbfolgestreit met de graven van Wied-Isenburg wist Johan in 1488 met een overeenkomst bij te leggen. Vermeldenswaard is ook het sluiten van het zogenaamde Verdrag van Bertram (1494), een regeling die door Johan door bemiddeling van Bertram van Nesselrode met het keurvorstendom Trier werd getroffen over de gemeenschappelijke grenzen van het graafschap Diez en de Trierse graafschappen Limburg en Molsberg.
Johan beschermde en bevorderde de mijnbouw door nuttige verordeningen, waaronder de mijnbouwverordening uit 1489 en de gerechtsverordening uit 1498. Tijdens zijn regering steeg het aantal ijzermijnen in het Siegerland van 25 naar 40 en in het ambt Dillenburg naar 10. De economische vooruitzichten van het graafschap waren daarmee positief. Ook bevorderde Johan de opleving van de handelsactiviteiten door talrijke gildebrieven uit te vaardigen. De steden Herborn en Siegen genoten een bijzondere ondersteuning van hem. Hij stelde al in 1499, lang voordat andere landen op dit idee kwamen, beurzen voor hoogbegaafden in.
Omdat Johans broer Engelbrecht geen wettige kinderen had, haalde hij in 1499 Johans oudste zoon Hendrik naar zijn hof in Breda en Brussel, zorgde voor zijn verdere opvoeding en benoemde hem tot zijn erfgenaam. Hendrik volgde zijn oom na diens overlijden in 1504 op in al diens bezittingen.
Johan liet rond 1500 Slot Siegen vernieuwen. Hij was in de periode 1504–1505 stadhouder van Gelre en Zutphen. “Umb seiner vernunft und schicklichkeit willen” benoemde Maximiliaan I hem in 1505 tot keizerlijk raadsheer. In datzelfde jaar woonde Johan de Rijksdag van Keulen bij. Desondanks nam Johan weinig deel aan de rijkspolitiek. Zijn verhouding met Maximiliaan was meer een persoonlijke band, ontstaan door de band van zijn broer Engelbrecht met Maximiliaan en Johans hulpverlening tijdens de gevangenschap van Maximiliaan in Brugge. Johan richtte zich voornamelijk op het bestuur van zijn eigen landen.

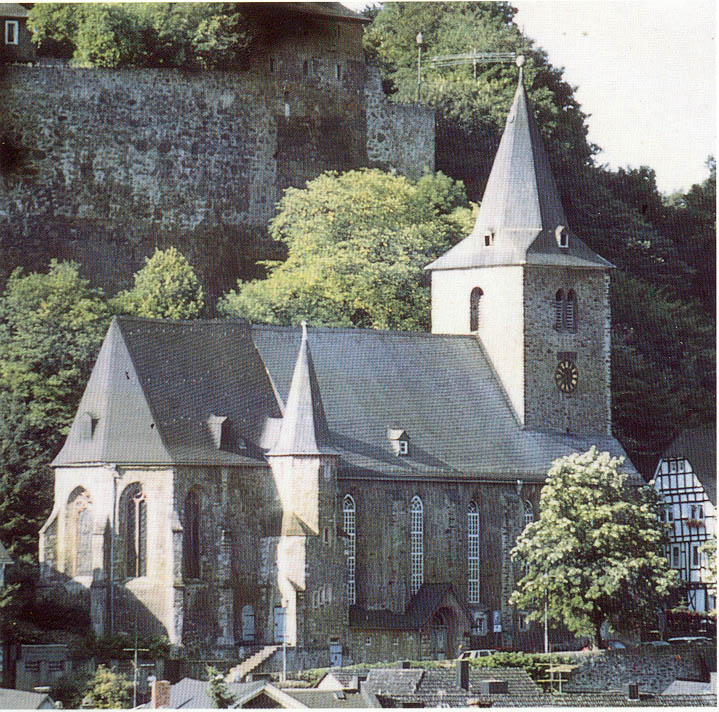
De Evangelische Stadtkirche in Dillenburg

Zijn vroomheid bewees Johan doordat hij een vermoedelijk eerder gegeven gelofte inloste en op 27 april 1484 op pelgrimstocht naar het Heilige Land ging. Hij keerde op 31 januari 1485 behouden in zijn graafschap terug. In 1481 had hij al een kerk in Hadamar laten bouwen, in 1488 stichtte hij in Siegen een franciscanerklooster.

Dillenburg had geen eigen parochiekerk, stad en slot vielen onder de parochiekerk in Feldbach. In het dal bevond zich wel een kapel. Op verzoek van Johan verleende Johan II van Baden, de aartsbisschop van Trier, in een oorkonde van 30 mei 1477 de bewoners van het slot en het dal toestemming een deel van de diensten, zoals missen en preken, in deze kapel te houden. Voor de grote feesten bleef als voorheen bezoek aan de parochiekerk in Feldbach verplicht. Het sacrament van de doop en begrafenissen konden ook alleen daar plaatsvinden. Opnieuw op verzoek van Johan verlegde de aartsbisschop in een oorkonde van 10 september 1490 de parochiekerk met het dooprecht en de overige sacramenten van Feldbach naar Dillenburg, waar de graaf en de inwoners op eigen kosten de kapel konden uitbouwen tot een volwaardige kerk. Alleen het kerkhof bleef in Feldbach, waar Johan en zijn opvolgers alleen voor het voortbestaan van de kerk en regelmatige diensten te zorgen hadden. Als Johan en zijn opvolgers dat wensten, konden ze in of bij de nieuwe kerk in Dillenburg begraven worden. Hoewel Johan en de inwoners van Dillenburg de bouwkosten voor de kerk gemeenschappelijk moesten dragen, hadden de laatsten de verdere onderhouds- en reparatiekosten alleen te dragen. Het is aannemelijk dat Johan het grootste deel van bouwkosten voor zijn rekening genomen heeft. De om- en verbouwing van de kapel vorderde zo snel dat de nieuwe stadskerk al op 3 juni 1491 haar wijding kon krijgen. Het duurde overigens nog tot 1500 tot de bouw geheel gereed was. In 1511 vaardigde Johan een kerk- en schoolverordening uit.

### Begin van de Katzenelnbogische Erbfolgestreit

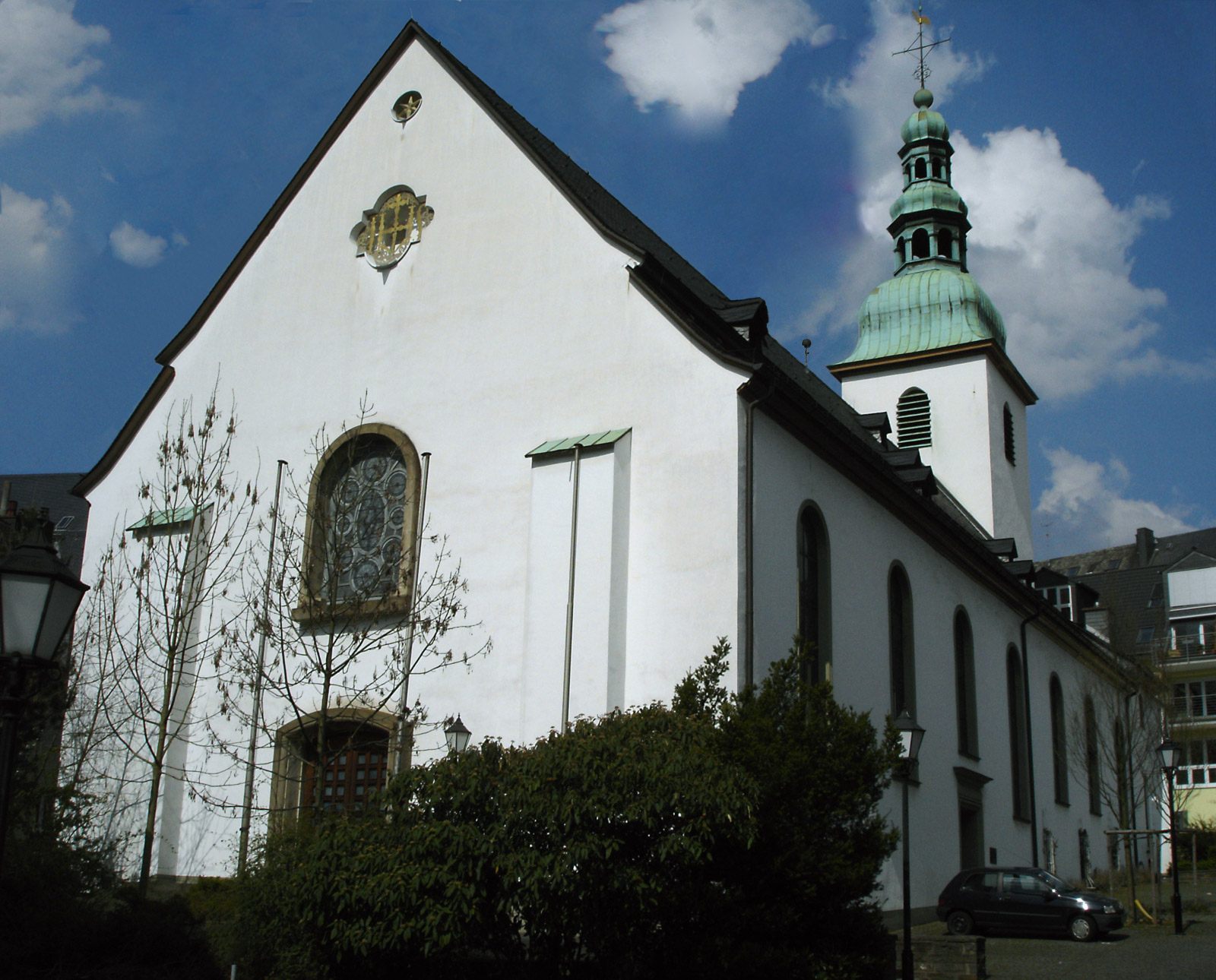
De Mariakerk in Siegen

Het graafschap Katzenelnbogen lag tussen de Taunus en de Lahn en was door het bezit van een groot aantal Rijntollen tussen Mainz en de grens met de Nederlanden zeer rijk. Johans nicht Odilia van Nassau-Siegen was gehuwd met Filips ‘de Jongere’ van Katzenelnbogen, die echter al in 1453 overleed. Zijn broer Everhard overleed drie jaar later. De vader van beiden, graaf Filips ‘de Oudere’ van Katzenelnbogen, hertrouwde op 72-jarige leeftijd in 1474 met de 32 jaar oude Anna van Nassau-Siegen, de oudste zuster van Johan. Omdat Filips ‘de Oudere’ zowel aan de landgraven van Hessen als de graven van Nassau verwant was, kon hij tussen beiden bemiddelen tijdens het conflict over de heren von Bicken. In het jaar van het huwelijk werd er poging gedaan om Anna te vergiftigen. De dader, een geestelijke genaamd Johann von Börnich, bekende op de pijnbank dat hij de gravin bij het avondmaal vergiftigde wijn had gegeven en dat hij tot deze daad was aangezet door een hoge Hessische beambte. Doordat Johan een strafproces tegen von Börnich begon, werd de reputatie van Hessen als vermeende aanstichters van moord een zware slag toegebracht.
Het huwelijk van Filips ‘de Oudere’ en Anna van Nassau-Siegen bleef kinderloos, zodat bij het overlijden van Filips ‘de Oudere’ in 1479 het graafschap Katzenelnbogen werd geërfd door zijn dochter Anna en haar echtgenoot landgraaf Hendrik III ‘de Rijke’ van Hessen-Marburg. Ze werden opgevolgd door hun zoon Willem III ‘de Jongere’. Die bepaalde dat zijn zusters Elisabeth, sinds 1482 gehuwd met Johan, en Mathilde met 50.000 florijnen gecompenseerd moesten worden. Daartegen protesteerde Johan in naam van zijn vrouw in 1488. Bij het huwelijk had Johan wel afstand gedaan van aanspraken op Elisabeths erfenis, maar met uitzondering van de erfenis van haar moeder. Willem III ‘de Jongere’ overleed in 1500 zonder wettige kinderen. Diens landgraafschap Hessen-Marburg werd geërfd door landgraaf Willem II ‘de Middelste’ van Hessen-Kassel. Mathilde zag af van haar erfenis, zodat haar oudere zuster Elisabeth de enige erfdochter van Katzenelnbogen bleef. Inderdaad maakte Elisabeth aanspraak op alle nagelaten landen van haar broer en Johan nam ook onmiddellijk de titel graaf van Katzelnbogen aan. Maar toen de onderhandelingen met Willem II ‘de Middelste’ van Hessen-Kassel begonnen, legde hij die titel weer neer. Voor zowel Hessen als Nassau was het graafschap Katzenelnbogen een begeerlijke erfenis, niet alleen vanwege de rijkdom, maar ook vanwege de geografische ligging.
Op 24 mei 1500 verbood Maximiliaan I Willem II ‘de Middelste’ de graafschappen Katzenelnbogen en Nassau aan te tasten. Ook ontving Johan van de hertog van Gulik en de abdij van Prüm enkele lenen van Katzenelnbogen. De spanningen tussen Hessen en Nassau namen toe toen Willem II ‘de Middelste’, zonder acht te slaan op de rechten van Elisabeth, bezit nam van Katzenelnbogen. Alle pogingen van Johan om zijn rechten te verwerven bleven vruchteloos, ondanks verscheidene minnelijke onderhandelingen. De zaak met geweld tot een oplossing te brengen tegen het machtige Huis Hessen kwam niet in hem op. Daarom diende Johan een klacht in bij het Rijkskamergerecht. In 1507 deed dat gerecht uitspraak, waarbij de helft van het graafschap aan Elisabeth werd toegewezen. Willem II ‘de Middelste’ weigerde die uitspraak te aanvaarden. Het leidde tot een halve eeuw durende, moeizame en kostbare rechtsstrijd tussen Hessen en Nassau die als de Katzenelnbogische Erbfolgestreit bekend staat.

### Laatste jaren, overlijden, begrafenis en opvolging
In de laatste jaren van Johan kwamen de eerste berichten over de grote boerenopstanden die overigens het graafschap Nassau-Siegen nimmer overvielen, blijkbaar omdat de plaatselijke boeren geen klachten over hun landsheren hadden.

Johan overleed op 30 juli 1516 en werd begraven in de crypte van de Sint Johanneskerk van het door hem gestichte Franciscanerklooster in Siegen. Johan was zowel wereldlijk als kerkelijk nog een echte vertegenwoordiger van de middeleeuwen die zich als ordebroeder in grijze monnikspij liet bijzetten. In 1836 werd hij herbegraven in de Mariakerk in Siegen. Johan werd opgevolgd door zijn zoon Willem I.

## Huwelijk en kinderen
Johan huwde in Marburg op 11 februari 1482 met Elisabeth van Hessen-Marburg (Marburg, mei 1466 – Keulen, 7 of 17 januari 1523), dochter van landgraaf Hendrik III ‘de Rijke’ van Hessen-Marburg en Anna van Katzenelnbogen.

Uit dit huwelijk werden geboren:
1. Hendrik III (Siegen, 12 januari 1483 – Kasteel Breda, 14 september 1538), volgde in 1504 zijn oom Engelbrecht II op.
2. Johan (Burcht Tringenstein, 3 november 1484 – 15 augustus 1504?).
3. Ernst (Dillenburg, 9 april 1486 – 12 oktober 1486, begraven in Feldbach).
4. Willem I ‘de Rijke’ (Dillenburg, 10 april 1487 – Slot Dillenburg, 6 oktober 1559), volgde in 1516 zijn vader op.
5. Elisabeth (1488 – Dillenburg, 3 juni 1559), huwde in Siegen in februari 1506 met Johan van Runkel, graaf van Wied (1485 – 18 mei 1533).
6. Maria (Vianden, februari 1491 – Siegen, 1547), huwde in Siegen in februari 1506 met graaf Jobst I van Holstein-Schauenburg-Pinneberg (1483 – 5 juni 1531).

De dubbelbruiloft van Elisabeth en Maria werd gehouden op Slot Siegen. Er werd ook feestmaal gehouden in het raadhuis in Siegen waarbij beide bruidsparen aanwezig waren. Dat feest met de magistraten van de stad werd door de vader van de bruiden betaald, het stadsbestuur schonk voor het feestmaal 16 ossen en 19 varkens.

## Voorouders
| Voorouders van Johan V van Nassau-Siegen | Voorouders van Johan V van Nassau-Siegen                                               | Voorouders van Johan V van Nassau-Siegen                                               | Voorouders van Johan V van Nassau-Siegen                                               | Voorouders van Johan V van Nassau-Siegen                                               | Voorouders van Johan V van Nassau-Siegen                                           | Voorouders van Johan V van Nassau-Siegen                                           | Voorouders van Johan V van Nassau-Siegen                                           | Voorouders van Johan V van Nassau-Siegen                                           |
| ---------------------------------------- | -------------------------------------------------------------------------------------- | -------------------------------------------------------------------------------------- | -------------------------------------------------------------------------------------- | -------------------------------------------------------------------------------------- | ---------------------------------------------------------------------------------- | ---------------------------------------------------------------------------------- | ---------------------------------------------------------------------------------- | ---------------------------------------------------------------------------------- |
| Betovergrootouders                       | Otto II van Nassau-Siegen (ca. 1305–1350/51) ⚭ 1331 Adelheid van Vianden (?–1376)      | Adolf II van der Mark (?–1347) ⚭ 1332 Margaretha van Kleef (?–na 1348)                 | Jan II van Polanen (?–1378) ⚭ 1348 Oda van Horne (?–vóór 1353)                         | Johan II van Salm (?–na 1400) ⚭ na 1355 Philippa van Valkenburg (?–?)                  | Johan I van Heinsberg (?–1334) ⚭ ca. 1324 Catharina van Voorne (?–1366)            | Willem I van Gulik (?–1362) ⚭ 1324 Johanna van Henegouwen (1311/13–1374)           | Bernhard van Solms (?–1347/49) ⚭ ? (?–?)                                           | Filips VI van Falkenstein (?–11372/73) ⚭ vóór 1363 Agnes van Falkenstein (?–1380)  |
| Overgrootouders                          | Johan I van Nassau-Siegen (ca. 1339–1416) ⚭ 1357 Margaretha van der Mark (?–1409)      | Johan I van Nassau-Siegen (ca. 1339–1416) ⚭ 1357 Margaretha van der Mark (?–1409)      | Jan III van Polanen (?–1394) ⚭ 1390 Odilia van Salm (?–1428)                           | Jan III van Polanen (?–1394) ⚭ 1390 Odilia van Salm (?–1428)                           | Godfried II van Heinsberg (?–1395) ⚭ 1357 Philippa van Gulik (?–1390)              | Godfried II van Heinsberg (?–1395) ⚭ 1357 Philippa van Gulik (?–1390)              | Otto I van Solms (?–1410) ⚭ Agnes van Falkenstein (ca. 1358–1409)                  | Otto I van Solms (?–1410) ⚭ Agnes van Falkenstein (ca. 1358–1409)                  |
| Grootouders                              | Engelbrecht I van Nassau-Siegen (ca. 1370–1442) ⚭ 1403 Johanna van Polanen (1392–1445) | Engelbrecht I van Nassau-Siegen (ca. 1370–1442) ⚭ 1403 Johanna van Polanen (1392–1445) | Engelbrecht I van Nassau-Siegen (ca. 1370–1442) ⚭ 1403 Johanna van Polanen (1392–1445) | Engelbrecht I van Nassau-Siegen (ca. 1370–1442) ⚭ 1403 Johanna van Polanen (1392–1445) | Johan II van Loon-Heinsberg (?–1438) ⚭ 1423 Anna van Solms (?–1433)                | Johan II van Loon-Heinsberg (?–1438) ⚭ 1423 Anna van Solms (?–1433)                | Johan II van Loon-Heinsberg (?–1438) ⚭ 1423 Anna van Solms (?–1433)                | Johan II van Loon-Heinsberg (?–1438) ⚭ 1423 Anna van Solms (?–1433)                |
| Ouders                                   | Johan IV van Nassau-Siegen (1410–1475) ⚭ 1440 Maria van Loon-Heinsberg (1424–1502)     | Johan IV van Nassau-Siegen (1410–1475) ⚭ 1440 Maria van Loon-Heinsberg (1424–1502)     | Johan IV van Nassau-Siegen (1410–1475) ⚭ 1440 Maria van Loon-Heinsberg (1424–1502)     | Johan IV van Nassau-Siegen (1410–1475) ⚭ 1440 Maria van Loon-Heinsberg (1424–1502)     | Johan IV van Nassau-Siegen (1410–1475) ⚭ 1440 Maria van Loon-Heinsberg (1424–1502) | Johan IV van Nassau-Siegen (1410–1475) ⚭ 1440 Maria van Loon-Heinsberg (1424–1502) | Johan IV van Nassau-Siegen (1410–1475) ⚭ 1440 Maria van Loon-Heinsberg (1424–1502) | Johan IV van Nassau-Siegen (1410–1475) ⚭ 1440 Maria van Loon-Heinsberg (1424–1502) |